# 更木陣屋
更木陣屋（さらきじんや）は、岐阜県各務原市（美濃国各務郡）にあった旗本徳山氏の陣屋である。

## 概要
清和源氏土岐氏あるいは東漢姓坂上氏の流れを汲む旗本徳山氏の所領地は美濃国大野郡徳山郷（旧岐阜県揖斐郡徳山村、現揖斐川町）であるが、美濃国各務郡西市場、山後、霧野、岩池、大島、島崎、野口など（現各務原市那加地区、蘇原地区）も所領していた。この地を治めるための陣屋である。
設置当初の陣屋の名は不明である。更木陣屋の名は、この地域を更木郷と呼ばれるようになってからという。
戦国時代に織田信長の武将柴田勝家、前田利家に仕えていた徳山則秀は、1600年（慶長5年）の関ヶ原の戦いでは徳川家康に仕え、功績をあげる。この功績により、徳山則秀は旗本として、出身地の徳山郷と各務郡を所領する。本拠地は徳山郷としたため、各務郡を治めるために、1600年（慶長5年）に各務郡西市場に陣屋を設置する。陣屋の建物などの配置は、江戸時代に描かれた「更木陣屋絵図」で判明している。
旗本徳山氏は、1868年（明治元年）まで12代続く。
2000年（平成12年）、陣屋跡にて発掘調査が行なわれ、堀、井戸の跡、礎石などが発掘されている。

## 旗本徳山陣屋公園
2000年（平成12年）の発掘調査と古文書の「更木陣屋絵図」を元にした復元が行なわれ、一帯は2003年（平成15年）、旗本徳山陣屋公園として整備され、江戸期陣屋風景が再現されている。
広さ0.45ha。建物跡などの遺構は、枕木や石、植物などで示されている他、白壁の門、復元井戸、池などが配置されている。また、園内にはエゴノキやウメなどの樹木が植えられている。
2006年（平成18年）、日本の歴史公園100選に選出される。

## 所在地
- 岐阜県各務原市那加西市場町3丁目

## 交通機関
JR東海
- 高山本線「那加駅」より徒歩で約30分。

名鉄
- 各務原線「新那加駅」より徒歩で約30分。
- 各務原線「新加納駅」より徒歩で約25分。

岐阜バス
- 尾崎団地線「琴が丘」バス停下車、徒歩で約8分。
  - JR岐阜駅バスターミナル（岐阜駅北）13番のりばより、「諏訪山団地」「各務原高校前」、「テクノプラザ」行きに乗車。
  - 名鉄岐阜のりば（名鉄岐阜駅西）6番のりばより、「諏訪山団地」「各務原高校前」、「テクノプラザ」行きに乗車。
- 岐阜各務原線「石山町」バス停下車、徒歩で約15分。
  - JR岐阜駅バスターミナル（岐阜駅北）13番のりばより、「各務西町営業所」行きに乗車。
  - 名鉄岐阜のりば（名鉄岐阜駅西）6番のりばより、「各務西町営業所」行きに乗車。

各務原市ふれあいバス
- 那加線「琴が丘」バス停下車、徒歩で約8分。